# Убийство Джулии Марты Томас
Убийство Джулии Марты Томас (англ. Murder of Julia Martha Thomas; в прессе именовалось также «тайной Барнсов» или «Ричмондским убийством») — одно из самых известных преступлений в Англии конца XIX века. Джулия Томас, вдова примерно пятидесяти лет, проживавшая в Ричмонде на юго-западе Лондона, была убита 2 марта 1879 года своей горничной, Кейт Вебстер, тридцатилетней ирландкой, имевшей преступное прошлое. Чтобы избавиться от тела, Вебстер расчленила его, выварила мясо с костей и бросила большую часть останков в Темзу. Ходили слухи (не получившие подтверждения), что она предлагала жир, срезанный с тела убитой, соседям и беспризорным детям. Часть останков Томас были найдены в реке. Голову жертвы нашли только 22 октября 2010 года — череп был обнаружен в ходе строительных работ, выполнявшихся для известного телеведущего Дэвида Аттенборо.
После убийства Кейт Вебстер две недели выдавала себя за Джулию Томас, но была разоблачена и бежала в Ирландию и нашла убежище в доме своего дяди в Килланне (близ Эннискорти в графстве Уэксфорд). Там 29 марта она была арестована и отправлена в Лондон, где в июле 1879 года предстала перед судом Олд-Бейли. После шестидневного судебного разбирательства была признана виновной и приговорена к смертной казни. Пытаясь избежать смертной казни, она в последнюю минуту заявила, что беременна, но коллегия присяжных, состоявшая из замужних женщин, отклонила её прошение. Вебстер была повешена 29 июля в тюрьме Уандсворт палачом Уильямом Марвудом. В ночь накануне казни она созналась в убийстве. Дело привлекло большое общественное внимание и широко освещалось прессой Великобритании и Ирландии. Действия Вебстер после совершения преступления и в ходе суда способствовали росту известности дела.

## Предыстория

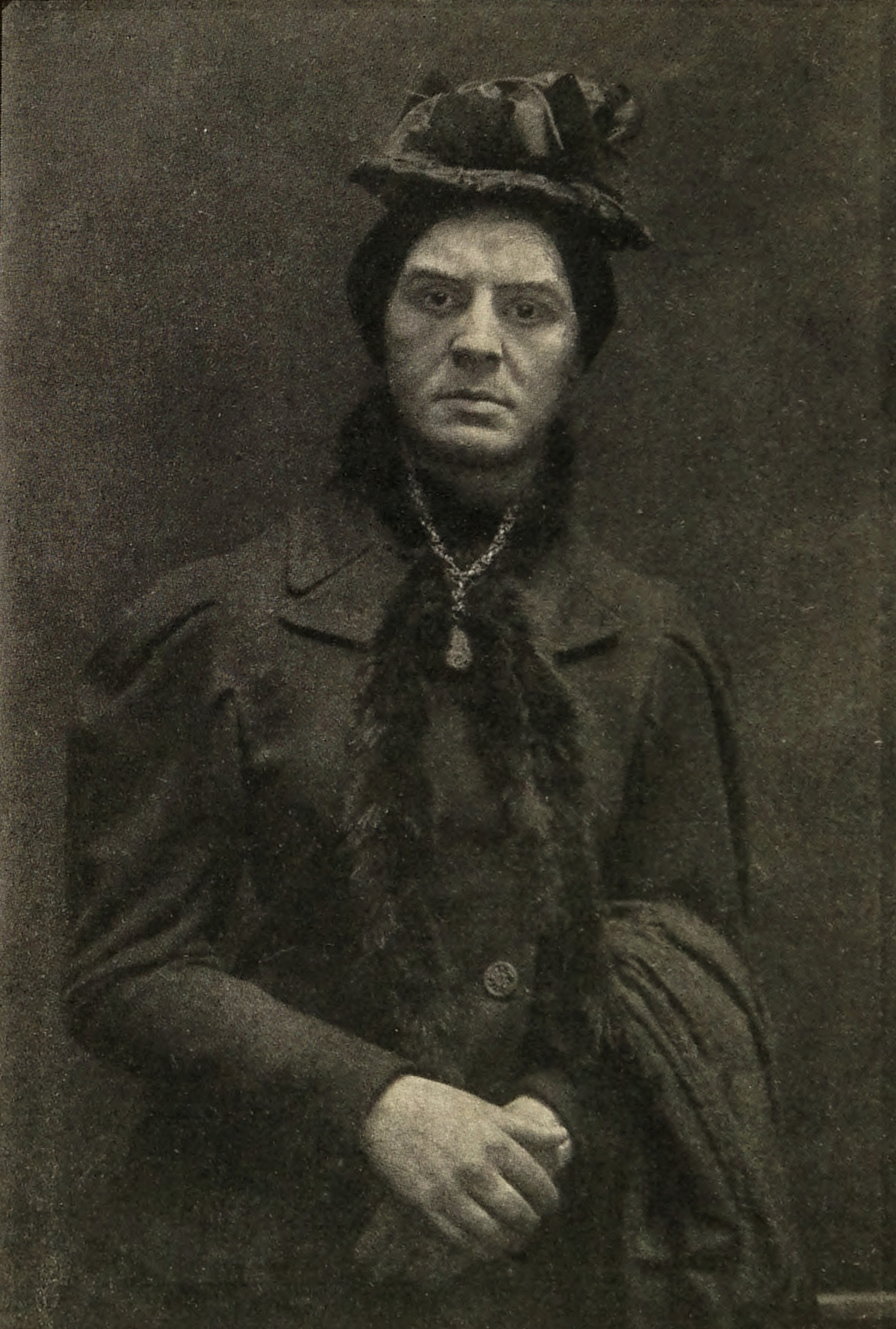
Восковая фигура Кейт Вебстер (Музей мадам Тюссо)

Джулия Марта Томас была учительницей и дважды овдовела. После смерти второго мужа в 1873 году она жила одна в Ричмонде на Парк-роуд в коттеджах Мейфилд (иногда называемых коттеджами Вайн), в доме № 2. Дом представлял собой двухэтажный, двухквартирный таунхаус из серого камня, с фасада и тыла которого были сады. В то время район не был густонаселён, хотя близ её дома находился паб под названием «The Hole in the Wall» («Дыра в стене»).
Джордж Генри Радд, врач Джулии Томас, описывал её как «небольшую, хорошо одетую даму» примерно пятидесяти четырёх лет. Согласно Эллиоту О’Доннелу, собравшему в своём вступлении к расшифровке записи суда над Вебстер показания её современников, Томас имела «возбудимый темперамент» и считалась эксцентричной. Она часто путешествовала, не сообщая своим друзьям и родственникам о своём местонахождении в течение недель или месяцев. Томас принадлежала к «низшему» среднему классу и соответственно была небогатой, но наряжалась и носила драгоценности, чтобы производить впечатление состоятельной женщины. Её желание нанять служанку, вероятно, объясняется столько же стремлением обрести определённый статус в обществе, сколько и практичностью. Она имела репутацию суровой хозяйки. Её нерегулярные привычки приводили к тому, что ей было трудно находить и удерживать служащих. До 1879 года ей удалось удержать у себя на работе только одну служанку на продолжительный срок.

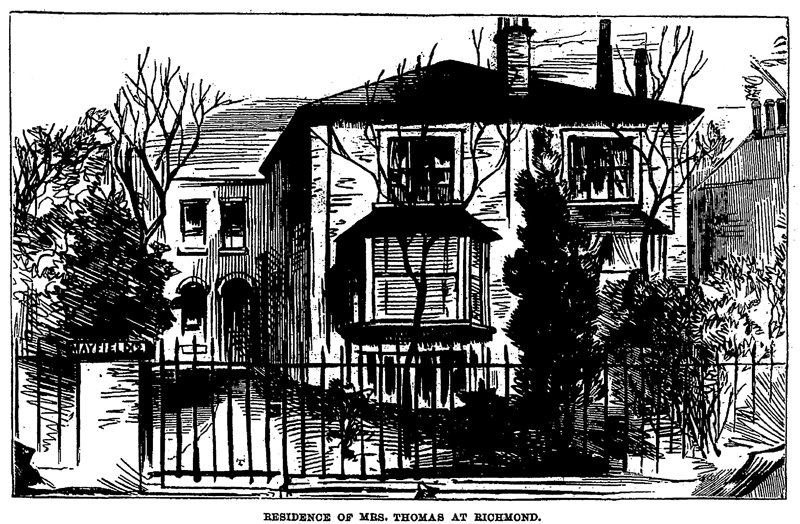
Коттеджи Мейфилд, дом Джулии Марты Томас в Ричмонде. Она жила в левой части (№ 2) таунхауса

29 января 1879 года Томас наняла Кейт Вебстер в качестве служанки. Вебстер, урождённая Кейт Лолер, появилась на свет в Килланне, графство Уэксфорд, примерно в 1849 году. Позднее газета The Daily Telegraph описывала её как «высокую, крепко сбитую женщину ростом в пять футов и пять дюймов (165 см), с жёлтой кожей, покрытой большим количеством веснушек, и с большими и видными зубами». Подробности её ранней жизни неизвестны, так как многие из её более поздних автобиографических заявлений оказались непроверенными, но она утверждала, что была замужем за моряком, капитаном по имени Вебстер, от которого у неё было четверо детей. По её словам, в течение короткого времени все дети умерли, так же как и муж. В декабре 1864 года в возрасте пятнадцати лет, Вебстер была заключена в тюрьму в Уэксфорде за хищение. В 1867 году она приехала в Англию. В феврале 1868 года она была приговорена к четырём годам каторги за похожее преступление в Ливерпуле.
В январе 1872 года Вебстер была освобождена из заключения и в 1873 году переехала в Роз-Гарденс в Хаммерсмит, Лондон, где подружилась с соседской семьёй Портер. 18 апреля 1874 года в городе Кингстон-апон-Темс она родила сына, которого назвала Джоном В. Вебстером. Личность отца неизвестна, так как она в разное время упоминала трёх разных мужчин. Один из них, по имени Стронг, был её сообщником в дальнейших кражах и грабежах. Позже она заявила, что была в безвыходном положении, поскольку «после того, как Стронг её покинул, она была вынуждена совершать преступления, чтобы содержать себя и ребёнка». Она часто переезжала по Западному Лондону, называясь разными именами: Уэбб, Вебстер, Гиббс, Гиббонс и Лоулер. Проживая в Теддингтоне, она была арестована и в мае 1875 года осуждена по тридцати шести обвинениям в хищениях. Её приговорили к восемнадцати месяцам заключения в тюрьме Уандсворт. Вскоре после выхода из тюрьмы она была вновь арестована за хищение и в феврале 1877 года приговорена к лишению свободы ещё на двенадцать месяцев. В её отсутствие за её маленьким сыном ухаживала Сэра Крис, подруга, работавшая уборщицей у мисс Лодер в Ричмонде.
В январе 1879 года Сара Крис, работавшая в доме Лодер, заболела, и Вебстер временно заменила её. Лодер была приятельницей Джулии Марты Томас и знала о её желании найти служанку. Она дала рекомендацию Вебстер. Томас наняла Вебстер, и, по-видимому, не наводила справки о прошлом своей новой служанки. Вскоре отношения между двумя женщинами быстро ухудшились. Томас не нравилось, как работала Вебстер, и она часто критиковала её. Вебстер позже сказала:

 Сначала я думала, что она приятная старая дама… но я нашла её очень требовательной, и она делала много вещей, чтобы докучать мне во время работы. Когда я заканчивала свою работу в своих комнатах, она проходила вслед за мной и указывала места, где, по её словам, я не проводила уборку, что свидетельствовало о враждебном отношении ко мне. Оригинальный текст (англ.)At first I thought her a nice old lady ... but I found her very trying, and she used to do many things to annoy me during my work. When I had finished my work in my rooms, she used to go over it again after me, and point out places where she said I did not clean, showing evidence of a nasty spirit towards me.— 
В свою очередь Вебстер стала всё больше возмущаться своей хозяйкой до такой степени, что Томас пыталась уговаривать друзей останавливаться у неё, так как ей не нравилось оставаться наедине с Вебстер. Было решено, что Вебстер уволится 28 февраля. Томас отметила своё решение, эта запись стала последней в дневнике: «Предупредила Кэтрин об увольнении».

## Убийство
Вебстер уговорила Томас разрешить ей остаться на работе на ещё три дня, до воскресенья 2 марта. В этот день она должна была уйти на полдня и вернуться вовремя, чтобы помочь Томас подготовиться к вечерней службе в местной пресвитерианской церкви. Однако на этот раз Вебстер посетила местную пивную и вернулась поздно, задержав уход Томас. Женщины поссорились, некоторые прихожане позже сообщали, что в церкви Томас казалась «очень возбуждённой». Она сказала знакомому прихожанину, что задержалась, «поскольку её служанка по небрежности не вернулась вовремя», и что Вебстер, получив упрёк, «пришла в ужасный гнев». Томас рано вернулась домой (около 9 часов вечера) и вступила в спор с Вебстер. Согласно окончательному признанию Вебстер:

 Миссис Томас вошла и пошла наверх. Я поднялась после неё, и у нас возник спор, перешедший в ссору. В гневе и ярости я столкнула её с верха лестницы на первый этаж. Она упала тяжело, и я перепугалась при виде того, что произошло, потеряла всякий контроль над собой, и, чтобы не дать ей закричать и довести меня до беды, я схватила её за горло, в борьбе она была задушена, и я бросила её на пол.Оригинальный текст (англ.)Mrs. Thomas came in and went upstairs. I went up after her, and we had an argument, which ripened into a quarrel, and in the height of my anger and rage I threw her from the top of the stairs to the ground floor. She had a heavy fall, and I became agitated at what had occurred, lost all control of myself, and, to prevent her screaming and getting me into trouble, I caught her by the throat, and in the struggle she was choked, and I threw her on the floor..— .
Соседи, домохозяйка Томас, Ив, и её мать, услышали один глухой звук, похожий на звук падения стула, но тогда не обратили на это внимание. В доме Томас Вебстер начала избавляться от тела: расчленила и сварила его в прачечном котле и сожгла кости в очаге. Позже она описывала свои действия:

Я решила сделать всё возможное, чтобы избавиться от тела. Я отделила голову от тела с помощью бритвы, которую я потом использовала, чтобы резать плоть. Я также использовала пилу и нож для резки мяса, чтобы разрезать тело. Я подготовила котёл с водой, чтобы сварить тело и предотвратить опознание; как только мне удалось разрезать тело, я положила куски в котёл и сварила их. Я вскрыла живот ножом и сожгла столько частей, сколько могла.Оригинальный текст (англ.)I determined to do away with the body as best I could. I chopped the head from the body with the assistance of a razor which I used to cut through the flesh afterwards. I also used the meat saw and the carving knife to cut the body up with. I prepared the copper with water to boil the body to prevent identity; and as soon as I had succeeded in cutting it up I placed it in the copper and boiled it. I opened the stomach with the carving knife, and burned up as much of the parts as I could..— .
Соседи заметили необычный, неприятный запах. Вебстер говорила позже о том, как ей приходилось «выносить ужасное зрелище, открывавшееся передо мной, и запах». Тем не менее, активность на Мейфилд-коттеджс, 2, не казалась из ряда вон выходящей, так как во многих домашних хозяйствах было принято начинать стирку в понедельник рано утром. В последующие дни Вебстер продолжала убирать дом и одежду Томас, создавая видимость обычной повседневной жизни для людей, заходивших за заказами. Она упаковывала расчленённые останки Томас в чёрный гладстоуновский саквояж и картонку для шляпы, перевязанную верёвкой. Ей не удалось уместить в тару голову и одну ногу убитой, поэтому она избавилась от них отдельно. Ногу она выбросила на помойку в Туикнеме, а голову зарыла близ дома Томас у конюшни паба Hole in the Wall, голову обнаружили 131 год спустя.

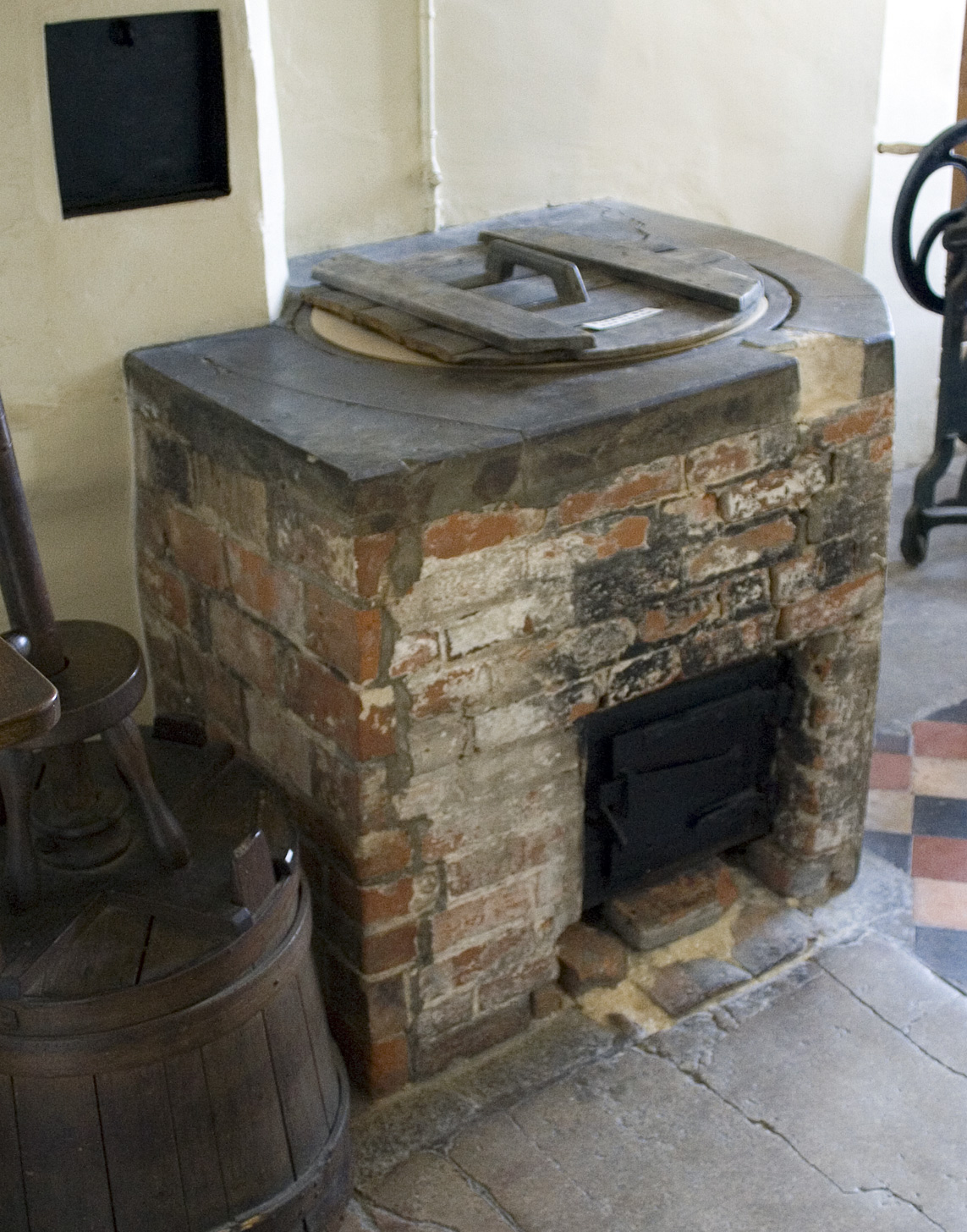
Вебстер сварила расчленённое тело Томас в прачечном котле такого вида

4 марта Вебстер поехала в Хаммерсмит к своим старым соседям, Портерам, которых не видела в течение шести лет. Вебстер была одета в шёлковое платье Томас, с собой она взяла саквояж, набитый останками Томас. Вебстер представилась Портерам, как «миссис Томас». Она утверждала, что со времени последней встречи с ними вышла замуж, родила ребёнка, овдовела и унаследовала дом в Ричмонде от тёти. Она пригласила Портера и его сына Роберта в паб Oxford and Cambridge Arms в Барнсе. По дороге она избавилась от саквояжа, возможно, она сбросила его в Темзу, пока Портеры находились в пабе. Саквояж так никогда и не нашли. Затем Вебстер спросила юного Роберта Портера, не поможет ли он ей перетащить тяжёлый короб из дома по адресу Мейфилд-коттеджс до станции. Когда они проходили через мост, Вебстер бросила короб в Темзу. Ей удалось объяснить свои действия Роберту и не вызвать у него подозрений.
На следующий день короб был найден на мелководье у речной банки в миле вниз по течению. Его нашёл перевозчик угля Генри Уитли, он в семь утра ехал на своей повозке мимо железнодорожного моста Барнса. Сначала он подумал, что в коробе могут находиться украденные вещи. Уитли вытащил короб и вскрыл его, обнаружив, что там находятся части тела, завёрнутые в коричневую бумагу. О находке незамедлительно сообщили в полицию, останки были обследованы врачом, который установил, что останки состоят из торса (без внутренностей) и ноги (одной стопы недоставало) женщины. Голова отсутствовала, позднее было выдвинуто предположение, что Вебстер избавилась от головы, бросив её в реку. Примерно в это же время в Твикхеме были найдены человеческая стопа с лодыжкой. Хотя было ясно, что стопа и лодыжка принадлежат тому же телу, ничто не связывало находки с жертвой, опознать их не представлялось возможным. Врач, обследовавший останки, ошибочно приписал их «молодой жертве с очень тёмными волосами». Дознание 10—11 марта привело к признанию факта совершения преступления без установления преступника. Неопознанные останки были погребены 19 марта на кладбище Барнса. Пресса дала нераскрытому убийству название «тайна Барнса»; ходили слухи, что тело было использовано для препарирования и изучения анатомии.
Позднее утверждалось, что Вебстер предлагала соседям два горшка с салом, предположительно полученным при варке останков Томас. Тем не менее, на последующем суде не было представлено доказательств, что позволяет принять эту историю всего лишь за легенду, тем более что существуют несколько версий этой истории. Хозяйка близлежащего паба заявила, что Вебстер приходила к ней и пыталась продать то, что она назвала «наилучшим жиром». Леонард Реджинальд Грибл, писатель-криминолог, так комментировал это сообщение: «нет приемлемых доказательств, что подобная омерзительная торговля имела место»; наиболее вероятно, что этот эпизод стоит в одном к ряду с рассказами из обширной коллекции недостоверных историй об участниках и жертвах знаменитых преступлений.

### Арест
Вебстер продолжала проживать по адресу Мейфилд-коттеджс, 2, выдавая себя за Томас. Она носила одежду своей последней работодательницы и вела дела с торговцами под новопринятой личиной. 9 марта она договорилась с местным трактирщиком Джоном Чёрчем о продаже мебели и прочего имущества Томас, чтобы тот смог обставить свой паб «Rising Sun». Он согласился заплатить 68 фунтов вместе с авансом в 18 фунтов. Ко времени прибытия фургонов 18 марта подозрения соседей, которые почти две недели не видели Томас, начали расти. Её соседка по таунхаусу мисс Ив спросила перевозчиков, кто разрешил вывозить добро. Они ответили: «Миссис Томас», и указали на Вебстер. Поняв, что её разоблачили, Вебстер тотчас обратилась в бегство, успев на поезд в Ливерпуль, оттуда она уехала в свой семейный дом в Эннискорти. Тем временем Чёрч понял, что его обманули. Когда он обыскал одежду Томас в фургоне, он нашёл письмо, адресованное подлинной Томас. Вызвали полицию, которая обыскала дом. Полицейские обнаружили следы крови, сожжённые кости пальцев и отложения жира за котлом, нашли письмо, оставленное Вебстер, которое дало полиции домашний адрес преступницы в Ирландии. Полиция немедленно отправила уведомление о розыске с описанием Вебстер и её сына.
Детективы Скотланд-ярда вскоре установили, что Вебстер вместе с сыном отплыла в Ирландию на борту угольного парохода. Главный констебль королевской полиции Ирландии (RIC) в Уэксфорде установил, что женщина, которую разыскивал Скотланд-ярд, 14 лет назад была арестована его людьми за хищение. Ирландская полиция нашла ферму её дяди в Килланн близ Эннискорти и 29 марта арестовала преступницу. Её отвезли в Кингстоун (сейчас Дун Лэаре) а оттуда отправили в Ричмонд под конвоем полицейских из Скотланд-ярда. Узнав о том, что Вебстер обвинена в убийстве, её дядя отказался приютить у себя её сына, и власти отправили мальчика в местный работный дом, где он должен был находиться до тех пор, пока ему не будет найдено место в промышленной школе.

## Суд и приговор

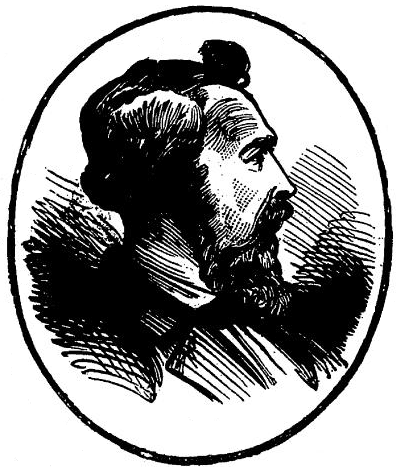
Джон Чёрч, купивший мебель Томас у Вебстер, был обвинён последней в убийстве Томас

Убийство стало сенсацией по обе стороны Ирландского моря. Многие специально приезжали в Ричмонд, чтобы взглянуть на коттеджи Мэйфилд. Когда арестованную Вебстер везли из Энискорти в Дублин, едва ли не на каждой станции собирались толпы народа, чтобы посмотреть на преступницу и поглумиться над ней. Согласно газете Manchester Guardian, предварительные слушания на суде магистратов посетили «многие привилегированные и любопытные личности… включая нескольких леди». The Times сообщала, что при первом появлении Вебстер на суде магистратов Ричмонда «у здания собралась огромная толпа… преобладало большое волнение».
2 июля 1879 года Вебстер предстала перед центральным уголовным судом Олд-бейли. В связи с большим интересом публики к делу команду обвинения возглавил генеральный солиситор сэр Хардинг Гиффард. Вебстер защищал видный лондонский адвокат Уорнер Слейх, суд проходил под председательством Джорджа Денмана. Суд привлёк к себе такое же внимание, как слушания в Ричмонде, вызвал интерес всех слоёв общества. Кронпринц Швеции (будущий король Густав V) следил за ходом процесса с четвёртого дня.
В течение шести дней суд заслушивал показания свидетелей, на основании чего была сложена история гибели Томас. Перед началом судебного процесса Вебстер пыталась обвинить трактирщика Джона Чёрча и своего бывшего соседа Портера, но у обоих было прочное алиби и они были очищены от какой бы то ни было причастности к убийству. Вебстер заявила, что невиновна, защита сделала упор на косвенном характере доказательств, а её привязанность к сыну, по версии защиты, доказывала, что она не способна на убийство. Однако непопулярность Вебстер в обществе, её невозмутимый вид и безучастность защиты сыграли свою роль. Особенный удар по обвиняемой нанесла шляпница Мария Дарден, которая показала на суде, что Вебстер навестила её за неделю до убийства и сказала, что собирается поехать в Бирмингем, чтобы продать часть имущества, ювелирные украшения и дом, который ей оставила тётя. Коллегия присяжных восприняла это как знак того, что Вебстер задумала убийство заранее, и осудила её после совещания, занявшего час с четвертью.

### Казнь

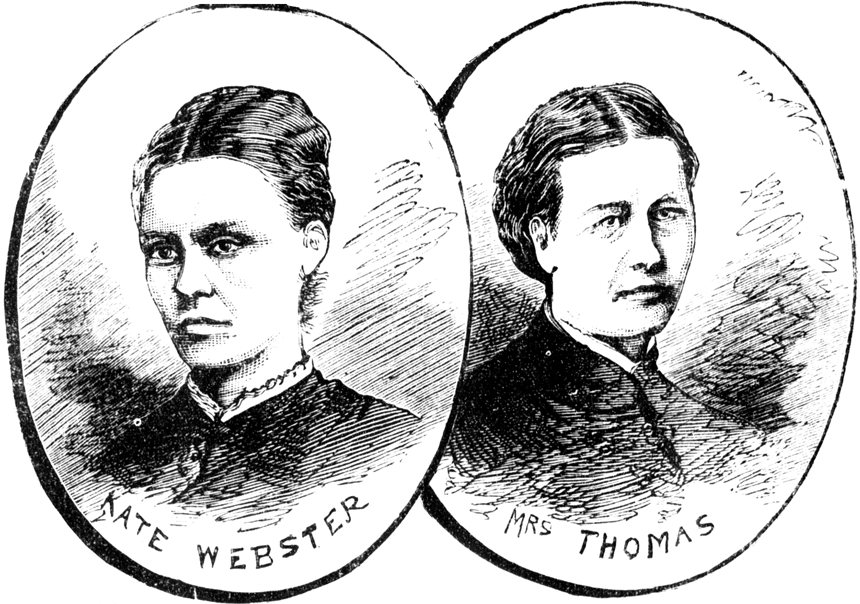
Кейт Вебстер (слева) и Джулия Марта Томас (справа)

После того, как жюри вынесло вердикт, и перед вынесением приговора судьёй, Вебстер спросила, есть ли какой-либо способ избежать смертной казни. Она заявила, что беременна, в очевидной попытке избежать смертной казни. Как сообщала The Law Times, «появилась неуверенность, если не замешательство, что, конечно, совсем не соответствовало торжественности случая». Судья заявил, что «за тридцать два года своей работы он никогда не сталкивался с таким вопросом». В итоге секретарь суда предложил прибегнуть к устаревшей коллегии матрон, набранной из женщин, присутствовавших на заседании, чтобы определиться с вопросом, был ли у Вебстер «подвижный плод». Двенадцать женщин были приведены к присяге вместе с хирургом по имени Бонд. Они сопроводили Вебстер в отдельную комнату для обследования, которое заняло всего лишь пару минут. Они вернулись с вердиктом, что у Вебстер нет «подвижного плода», хотя это не обязательно означало, что она не была беременной, эта разница побудила председателя общества акушеров Лондона выразить протест против использования «устаревшего в медицине предположения, что не рождённый ребёнок не является живым, пока мать не будет ощущать его движения».
За несколько дней до назначенной казни министр внутренних дел Ричард Кросс подал от лица Вебстер апелляцию, которая была отклонена с официальным заявлением, что после рассмотрения предложенных доводов министру «не удалось показать какие-либо достаточные основания, чтобы оправдать его совет Её величеству вмешаться в ход закона».
Перед казнью Вебстер сделала два заявления, признавая свою вину. Она пыталась обвинить Стронга, отца её ребёнка, заявив, что он участвовал в убийстве и нёс ответственность за вовлечение её в преступную жизнь. 28 июля в ночь перед казнью она отреклась от первого признания, заявив, что только она виновна в преступлении и признала, что Чёрч, Портер и Стронг не имеют к нему никакого отношения. На следующий день в 9 утра она была повешена палачом Уильямом Марвудом, который применил недавно изобретённую технику «долгого падения», вызывавшую мгновенную смерть. После того как смерть была подтверждена, тело похоронили в безымянной могиле на одном из прогулочных двориков тюрьмы. Толпа, ожидавшая снаружи, приветствовала чёрный флаг, поднявшийся над стенами тюрьмы, который означал, что приговор приведён в исполнение.
На следующий день после казни Вебстер по адресу Мейфилд-коттеджс 2 был проведён аукцион по распродаже собственности Томас. Трактирщик Джон Чёрч постарался приобрести мебель Томас, включая другие её личные вещи, в том числе её карманные часы и нож, которым было расчленено тело Томас. Котёл, в котором было сварено тело Томас, был продан за шесть шиллингов. Другие посетители аукциона забирали камешки и прутики из её сада в качестве сувениров. Дом остался необитаемым до 1897 года, поскольку никто не желал жить там, где произошло убийство. Согласно словам жильца, даже потом слуги неохотно работали в доме, пользовавшемся печальной славой. Позднее ходили слухи, что на месте, где похоронили Томас, можно было увидеть призрак монахини.

## Обнаружение черепа Томас
В 1952 году натуралист Дэвид Аттенборо и его жена Джейн приобрели дом, находящийся между бывшими Мейфилд-коттеджс (которые сохранились до настоящего времени) и пабом Hole in the Wall, который был заброшен после своего закрытия в 2007 году. В 2009 году Аттенборо приобрёл его для последующего восстановления.
22 октября 2010 года рабочие, проводившие земляные работы за старым пабом, обнаружили «тёмный круглый предмет», который оказался женским черепом. Он был закопан под фундаментом, который простоял по меньшей мере 40 лет со стороны конюшни паба. Немедленно распространились слухи, что это череп Джулии Марты Томас. Коронер потребовал от ричмондской полиции провести расследование: определить личность и обстоятельства её гибели.
Радиоуглеродный анализ, проведённый специалистами из Эдинбургского университета, показал, что череп принадлежал человеку, жившему между 1650 и 1880 годами, но сам череп был обнаружен выше слоя викторианской черепицы. Отметины, найденные на черепе, совпадали с рассказом Вебстер о том, как она бросила свою жертву с лестницы. Коллагена было немного, что согласуется с версией о кипячении останков Томас. В июле 2011 года коронер вынес заключение, что череп принадлежал Джулии Томас. Анализ ДНК был нецелесообразен, поскольку Томас умерла бездетной, а её родственников разыскать не удалось; кроме того, не сохранилось записей о том, где было похоронено её тело.
Коронер вынес вердикт «противозаконное убийство», закрыв открытый вердикт, вынесенный в 1879 году. Причиной смерти Томас были названы удушение и травма головы. Полиция назвала итог «хорошим примером того, как хорошая старомодная детективная работа, исторические записи и научно-технический прогресс вместе раскрыли „тайну Барнсов“».

## Воздействие на общество
Убийство оказало заметное воздействие на общество викторианских Англии и Ирландии. Событие вызвало сенсацию и широко освещалось прессой. Дублинский Freeman’s Journal and Daily Commercial Advertiser назвал преступление «одной из наиболее сенсационных и ужасных глав анналов человеческой злобы», пресса «кишела подробными описаниями и деталями этого ужасного преступления». Вебстер была так популярна, что через несколько недель после её ареста в музее мадам Тюссо выставили её восковую фигуру для тех, кто желал увидеть «ричмондскую убийцу». Статуя экспонировалась и в XX веке вместе с изображениями других знаменитых убийц — парой Бёрк и Хэр и доктором Криппеном. Через несколько дней после смерти убийцы предприимчивый издатель со Стрэнда выпустил сувенирный буклет «Жизнь, суд и казнь Кейт Вебстер», продававшийся за пенни. Он рекламировался как «содержащий двадцать красочных страниц с описанием полной её истории с заключительной речью судьи, вердиктом и интересными сведениями, вместе с её последними словами и гравюрой её казни во всю страницу (Portraits, Illustrations &c)». Еженедельная газета The Illustrated Police News вышла с сувенирной обложкой с эпизодами последнего дня жизни Вебстер: «посещение заключённой друзьями», «связывание рук», окончательные обряды «поднятие чёрного флага» и. наконец, «заполнение гроба известью».
Дело получило отражение в уличных балладах, положенных на мелодии популярных песен. Вскоре после ареста Вебстер саутуоркский печатник и издатель Г. Сач написал балладу «Убийство и расчленение старой леди из Барнсов» (англ. Murder and Mutilation of an Old Lady near Barnes), взяв за основу мотив популярной песни времён гражданской войны в США «За миг до битвы, мама» (англ. Just Before the Battle, Mother). К окончанию процесса Сач написал другую балладу на мелодию песни «Изгнанная из дома» (англ. Driven from Home):

The terrible crime at Richmond at last,

On Catherine Webster now has been cast,

Tried and found guilty she is sentenced to die.

From the strong hand of justice she cannot fly.

She has tried all excuses but of no avail,

About this and murder she’s told many tales,

She has tried to throw blame on others as well,

But with all her cunning at last she has fell.

Вебстер представлялась злобной, отчаянной и безрассудной женщиной, а её преступление — как чудовищным, так и скандальным. От слуг ожидали прежде всего почтения, акт насилия крайней степени, проявленный Вебстер в отношении своей хозяйки, вызвал глубокую озабоченность. В то время около 40 % женщин работали в качестве домашней прислуги в широких слоях населения — от самых богатых домов до респектабельных семей рабочего класса. Слуги и их хозяева жили и работали в непосредственной близости, честность и исполнительность слуг были постоянным поводом для беспокойства. Слугам платили очень скудно, воровство было обычным явлением. Если бы Вебстер удалось продать Джону Чёрчу мебель Томас, она получила бы сумму, эквивалентную своей заработной плате за 2—3 года.
Другой причиной отрицательного отношения к Вебстер была её попытка выдать себя за Томас. В течение двух недель она играла роль женщины из среднего класса, для чего ей было достаточно правильно себя вести и соответственно одеваться. Трактирщик Джон Чёрч, которого Вебстер пыталась обвинить, сам в своё время был слугой и добился повышения социального статуса благодаря эффективному управлению своим пабом. Добиться успеха, изменения своего положения благодаря труду было нормой того времени. Вебстер, напротив, на краткое время приняла личину представителя среднего класса.
Многих викторианцев, возможно, взволновало то, что Вебстер нарушила принятые нормы женственности. Идеал той эпохи — высоконравственная, пассивная, физически слабая женщина. Вебстер представлялась полной противоположностью этого идеала и рисовалась в самых чёрных красках с подчёркиванием её недостаточной женственности. Элиот О’Доннелл во вступлении к расшифровке судебных записей описал Вебстер как «не только жестокую, свирепую и шокирующую …но мрачнейшую из мрачных персонажей, личность настолько зловещую и варварскую, что трудно воспринимать её как человеческую». В газетах Вебстер называли «мрачной, отталкивающей и …», хотя репортёр из The Penny Illustrated Paper and Illustrated Times прокомментировал, что она была «не настолько неприятная, как её описывали».

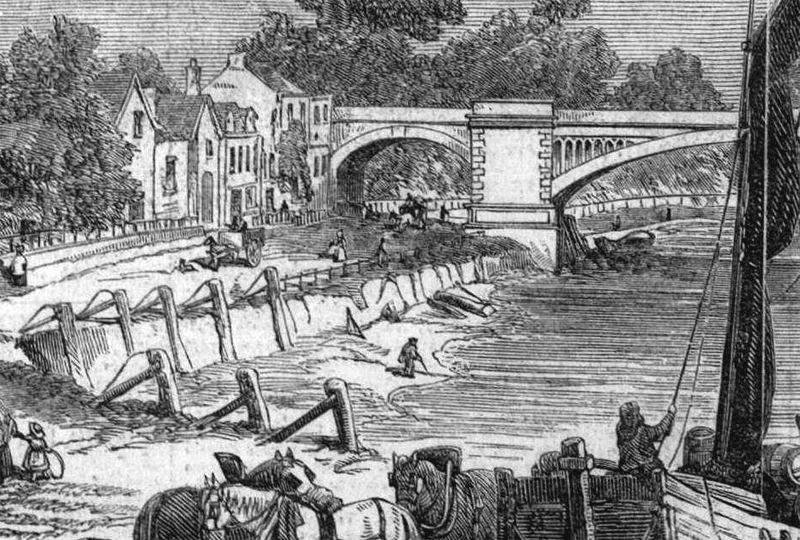
Берег реки Темза ниже железнодорожного моста Барнса, где 5 марта 1879 года была найдена коробка с останками Томас, которые Вебстер накануне бросила в реку

Облик и поведение Вебстер воспринимались как ключевые признаки её от природы преступного характера. Считалось, что преступления совершаются «подонками» общества, находящимися на дне, «преступниками-рецидивистами», предпочитающими жизнь в пьянстве и воровстве бережливости и тяжёлой работе. Её крепкое телосложение, возможно являющееся следствием тяжёлого физического труда, которым она зарабатывала себе на жизнь, шло вразрез с представлением большинства среднего класса, что женщинам присуща физическая слабость. Некоторые комментаторы увидели в чертах её лица доказательство её преступной натуры. О’Доннелл заметил что её «косящие глаза», как он объявил, «нередко встречаются среди убийц … эта особенность, которую я рассматриваю самой по себе достаточной как один из природных сигналов опасности, предупреждающую людей держаться подальше от неё».
Поведение Вебстер в суде и подробности её личной жизни также настроили общество против неё. Репортёры повсеместно описывали её как «спокойную» и «бесстрастную». Вебстер потеряла спокойствие лишь один раз, когда речь зашла о её сыне. Это противоречило с устоявшимся представлением о «приличной женщине», которая, оказавшись в такой ситуации, должна была проявить раскаяние. Череда друзей-мужчин, один из которых стал отцом её внебрачного ребёнка, предполагала беспорядочную половую жизнь, что опять-таки шло вразрез с нормами поведения. В ходе суда Вебстер безуспешно пыталась привлечь симпатию, осуждая Стронга, отца её ребёнка, поскольку тот сбил её с пути. «У меня были близкие отношения с тем, кто должен был защищать меня и держать вдали от злых связей и плохих товарищей». Своей жалобой Вебстер сыграла на общественных представлениях, что моральное чувство женщины неразрывно связано с её сексуальной чистотой — сексуальное «падение» должно было привести к падению в других сферах. Мужчина, состоящий в сексуальных отношениях с женщиной, тем самым возлагал на себя социальные обязательства, которые должен был выполнить. Попытка Вебстер обвинить троих невиновных также вызвала возмущение. О’Доннел отмечает, что «общество целиком без сомнений осудило Кейт Вебстер, возможно, как за попытку затащить трёх невиновных на эшафот, так и за убийство само по себе».
Согласно Шани д’Крузу из Feminist Crime Research Network, тот факт, что Вебстер была ирландкой, сыграл значительную роль в отношении к ней в Великобритании. Многие ирландцы эмигрировали в Англию после Великого голода и столкнулись с распространёнными предрассудками. У англичан с ирландцами были связаны пьянство и преступность, их не считали людьми. Имели место повторяющиеся эпизоды насилия между английскими и ирландскими рабочими, нападения фениев (ирландских сепаратистов) в Англии. Демонизация Вебстер как «почти нелюдя» (согласно О’Доннелу) стала частью общественного и юридического восприятия ирландцев как прирождённых преступников.